# Flaminio Bertoni
Flaminio Bertoni (10. ledna 1903 – 7. února 1964) byl italský automobilový konstruktér, malíř, sochař a architekt, designér úspěšných vozů Citroën DS a 2CV.

## Život

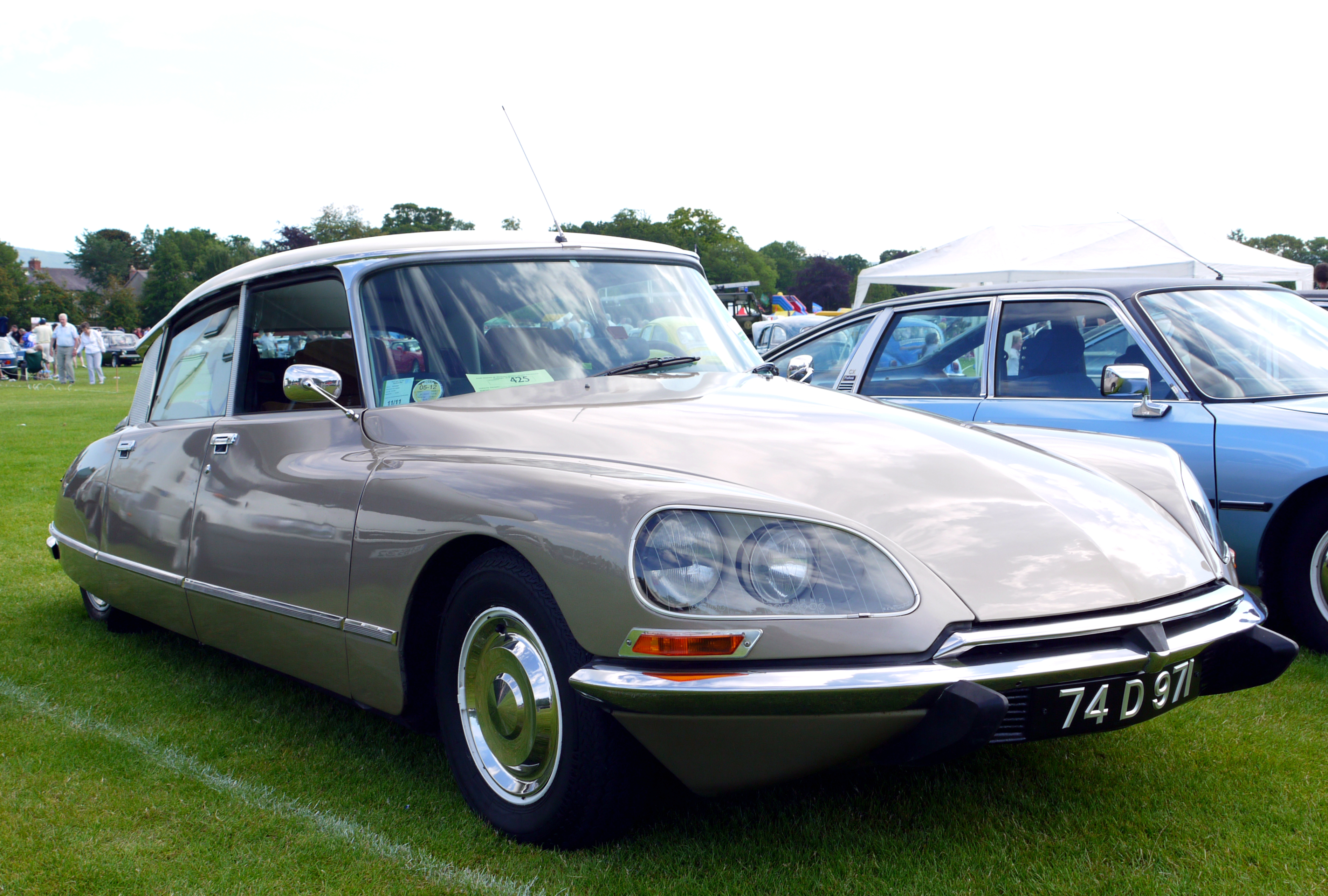
Flaminio Bertoni je autorem designu vozu Citroën DS

Narodil se v obci Masnago, která se později stala součástí města Varese. Studoval na technické univerzitě ve Varese. Počátkem dvacátých let se podílel na památníku obětem první světové války stojícím ve Varese. Díky svému talentu pro kreslení a zájmu o automobily odjel roku 1923 do Paříže, odkud se po dvou letech vrátil zpět do rodné země. Zde se začal věnovat navrhování karoserií, je například autorem autobusu. Roku 1932 odjel do Francie, kde začal pracovat pro společnost Citroën. Je autorem modelů Traction Avant, 2CV, DS a Ami. Během třicátých let pracoval převážně jako malíř a sochař. Zemřel roku 1964 po epileptickém záchvatu ve věku 61 let. Za své dílo byl roku 1999 nominován na ocenění Car Designer of the Century. Provincie Varese věnovala jeho dílu muzeum. Otevřeno bylo v květnu 2007.